# Marie Hrachová
Marie Hrachová (Ostrava, 12 november 1963) is een Tsjechisch professioneel tafeltennisspeelster. Zij won in 1984 de Europese Top-12 en werd samen met Jindřich Panský in Praag 1986 Europees kampioen in het gemengd dubbelspel. Een jaar daarvoor waren ze samen verliezend finalist in die discipline op het wereldkampioenschap van 1985.

## Sportieve loopbaan
Hrachová was van 1980 tot en met 1992 zeven keer present op verschillende edities van het EK. Vijf keer wist ze zich te plaatsen voor een finale, waarvan ze die in het gemengd dubbelspel van 1986 ook daadwerkelijk won. Twee jaar daarvoor stond ze ook al in de eindstrijd van deze discipline, maar moest toen de titel nog laten aan Jacques Secrétin en Valentina Popova. Bijna had Hrachová in 1986 niet één, maar meteen twee titels beet. In de finale van het vrouwendubbel zag ze echter het Sovjet-duo Fliura Bulatova/Jelena Kovtun met het goud aan de haal gaan. Later haalde ze met de nationale vrouwenploeg twee keer de eindstrijd van het ploegentoernooi, maar in Parijs 1988 verloren de Tsjecho-Slowaaksen daarin van de Sovjet-Unie en in 1990 van Hongarije.
Zodoende bleef Hrachová's palmares gevuld met twee Europese titels. Haar eerste haalde ze in 1984, toen ze in de finale van de Europese Top-12 Bettine Vriesekoop versloeg. Ze had toen al een bronzen medaille op zak uit 1982, waarvan er in 1985 nog een volgde. Hrachová plaatste zich in totaal voor negen edities van de Europese Top-12, van 1981 tot en met 1986 en van 1989 tot en met 1991.
Op mondiaal niveau wist Hrachová nooit een titel te winnen, hoewel ze er verschillende keren dicht bij kwam. Haar beste poging was die samen met Panský in het gemengd dubbelspel-toernooi van het WK 1985 in Göteborg. Hoewel ze doordrongen tot de finale, was het Chinese koppel Cai Zhenhua/Cao Yanhua daarin te sterk. Het bleek de enige finale die Hrachová zou spelen in haar zeven WK-deelnames (1979-1991). Op de Olympische Zomerspelen 1988 was ze opnieuw dicht bij eremetaal, maar haar enkelspeltoernooi eindigde op de vierde plaats, in het dubbelspel werd ze samen met Renáta Kasalová vijfde. Hoewel Hrachová vier jaar later nog een Olympisch toernooi speelde, kwam ze niet meer zo dicht bij het podium.
- Nationale Bibliotheek van Tsjechië: osa2016909683
- Virtual International Authority File: 8146285375415370459